# 芦田丈飛
芦田 丈飛（あしだ たけと、2000年2月9日 - ）は、千葉県八千代市出身のプロ野球選手（投手・育成選手）。オリックス・バファローズ所属。

## 経歴

### プロ入り前
八千代市立大和田西小学校2年生のときに野球を始め、八千代市立大和田中学校を経て、千葉英和高校へ進学。2年秋に芦田が故障し、控え内野手であった山﨑凪が投手に転向したが、3年夏にはエースの座を奪い返した。甲子園出場経験はなし。
国士舘大学へ進学し、1年時から登板機会を得たが、2年夏に疲労骨折で右肘を手術。公式戦に復帰できたのは4年時であり、プロや強豪チームからは声がかからず、社会人野球のオールフロンティアに入社した。
NPBを目指してオールフロンティアを入社1年で退社し、2022年度のBCリーグ特別合格選手として埼玉武蔵ヒートベアーズに入団した。

### BCリーグ・埼玉時代
2023年は38試合に登板して2勝1敗7セーブ、防御率3.20、39回1/3を投げて38奪三振を記録し、抑えとしてチームのリーグ優勝に貢献した。10月26日に開催されたドラフト会議において、オリックス・バファローズから育成4位指名を受けた。11月10日に支度金300万円・年俸240万円（金額はいずれも推定）で仮契約を結んだ。背番号は044。

### オリックス時代
2024年はウエスタン・リーグで、当初は中継ぎとして登板していたが、5月中旬頃から先発起用が増えた。6月12日の阪神タイガース戦（鳴尾浜球場）では、5回を90球で3安打、無失点。大山悠輔ら5者連続を含む10奪三振でアピールした。最終的に18試合の登板で、1勝2敗、防御率3.66という成績だった。

## 選手としての特徴
テイクバックの小さい投球フォームから投げ込む最速152km/hのストレートと鋭く落ちるフォークが武器。変化球は他にスライダー、ツーシームなどを操る。

## 詳細情報

### 独立リーグでの投手成績
出典は一球速報.com。
| 年 度     | 球 団     | 登 板 | 先 発 | 完 投 | 完 封 | 無 四 球 | 勝 利 | 敗 戦 | セ 丨 ブ | ホ 丨 ル ド | 勝 率 | 打 者 | 投 球 回 | 被 安 打 | 被 本 塁 打 | 与 四 球 | 敬 遠 | 与 死 球 | 奪 三 振 | 暴 投 | ボ 丨 ク | 失 点 | 自 責 点 | 防 御 率 | W H I P |
| --------- | --------- | ----- | ----- | ----- | ----- | -------- | ----- | ----- | -------- | ----------- | ----- | ----- | -------- | -------- | ----------- | -------- | ----- | -------- | -------- | ----- | -------- | ----- | -------- | -------- | ------- |
| 2023      | 埼玉      | 38    | 0     | 0     | 0     | 0        | 2     | 1     | 7        | -           | .667  | 171   | 39.1     | 36       | 0           | 14       | -     | 3        | 38       | 3     | 0        | 17    | 14       | 3.20     | 1.27    |
| 通算：1年 | 通算：1年 | 38    | 0     | 0     | 0     | 0        | 2     | 1     | 7        | -           | .667  | 171   | 39.1     | 36       | 0           | 14       | -     | 3        | 38       | 3     | 0        | 17    | 14       | 3.20     | 1.27    |

### 背番号
- 17（2023年）
- 044（2024年[9] - ）